# Demokratizace

Graf Freedom House ukazující počet národů v různých kategorií v období let 1973-2013.
Svobodné státy (90)
Svobodné s větším omezením lidských práv (58)
Nesvobodné (47)

Demokratizace je proces přechodu stávajícího politického režimu v daném státě směrem k demokracii. Může se jednat o přechod z autoritářského režimu k plné demokracii, přechod od autoritářského politického systému k částečné demokracii nebo přechod od poloautoritářského politického systému v systém demokratický. Podle doslovného významu slova demokratizace jde o změnu ke stavu, ve kterém lid získává větší vládu nad záležitostmi týkající se státu i jeho samotného.
Výsledkem demokratizace může být konsolidace (jako to bylo například u Spojeného království); demokratizace může často podstoupit i reverzní trend (jako tomu bylo v Argentině). Ekonomové občas demokratizaci dávají do souvislosti s jinými veličinami ekonomiky či společnosti (např. růst ekonomiky či ochotu země vstoupit do války). Samotná demokratizace je ovlivněna řadou faktorů, včetně ekonomického rozvoje, dějinami dané země a občanskou společností.

## Průvodní jevy a faktory demokratizace
- Bohatství – míra HDP/hlavu koreluje s mírou demokracie v daném státu a nejbohatší demokracie nikdy nespadly do autoritářství.[1]
- Vzdělání – též částečně koreluje s demokracií, kdy vzdělanější lidé více šíří prodemokratické a liberální myšlenky. Zvláštním případem je samotné povědomí o situaci v jiných společnostech – filtrování informací (jako např. v Severní Koreji, kde značná část populace věří, že je jejich vlast je ta nejlepší na světě) může být rozhodujícím faktorem v demokratizaci (či jejím selhání)
- Ekonomický rozvoj – empirický výzkum vede k závěru, že ekonomický rozvoj v zemích jak vytváří podhoubí pro demokratizaci, tak umožňuje demokratizované společnosti zakořenit a ideologicky se stmelit.[1]
- Přírodní zdroje – existuje tzv. teorie prokletého zdroje (Resource curse theory), která říká, že zemí s bohatými zdroji jedné nebo více surovin (často dominantních natolik, že tvoří většinu jejího vývozu a potažmo bohatství) se často drží autoritářského režimu a proces demokratizace v nich selhává.
- Střední společenská třída – podle některých modelů[2] demokratizace „sytí“ střední třídu, která v ní vzkvétá a stává se hlavní složkou společnosti, určující to, „co je dobré pro stát“.
- Sociální rovnost – podle Acemoglu a Robinsona[2] je větší pravděpodobnost, že proces demokratizace zažehne ve společnostech s vyšší nerovností (například Jihoafrická republika) než v zemích s větší společenskou rovností a distribucí bohatství (např. Singapur).
- Kultura – často převládá (sporně podložený) názor, že některé kultury (např. ta označovaná jako Západní) jsou k demokratizaci náchylnější než některé kultury východní (např. čínská nebo severokorejská).
- Homogenita společnosti – podle některých prací[3] mají země s vysokou etnickou a kulturní diverzitou větší problémy ustavit demokracii než země více homogenní co do složení svých obyvatel.
- Předchozí zkušenost s demokracií – o tom, zdali je předchozí zkušenost s demokracií v historii země pro demokratizaci dobrá či špatná, se vedou spory. Podle jednoho názoru by demokratizace „na první pokus“ měla probíhat opatrněji a raději postupně, jiní berou jako příklad Pákistán, který se po zkušenosti s demokratickým režimem uchýlil ke statusu islámské republiky, a na něm tvrdí, že demokratizace po jedné „špatné zkušenosti“ bude vždy bolestivější.
- Intervence ze zahraničí – může být otevřená a konvenční (vojenská intervence) nebo skrytá (rozvědka, finanční, organizační a jiná podpora revolučních elementů, guerrily, …)
- Věkové rozložení – podle článku Richard P. Concotta[4] země s větším zastoupením starších lidí (např. Itálie, Japonsko, …) mají větší schopnosti udržet demokratický režim, když už v jejich zemi nastal.

## Historické příklady
- Velká Británie – Anglická občanská válka (1642–1651)
- Spojené státy americké – Americká revoluční válka (1775–1783) a Britsko-americká válka (1812)
- Francie – Francouzská revoluce (1789)